# Terrassa

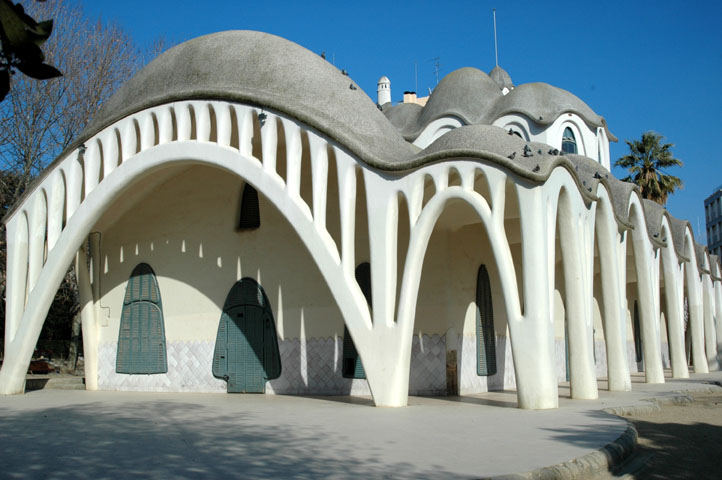
Masía Freixa de Terrassa

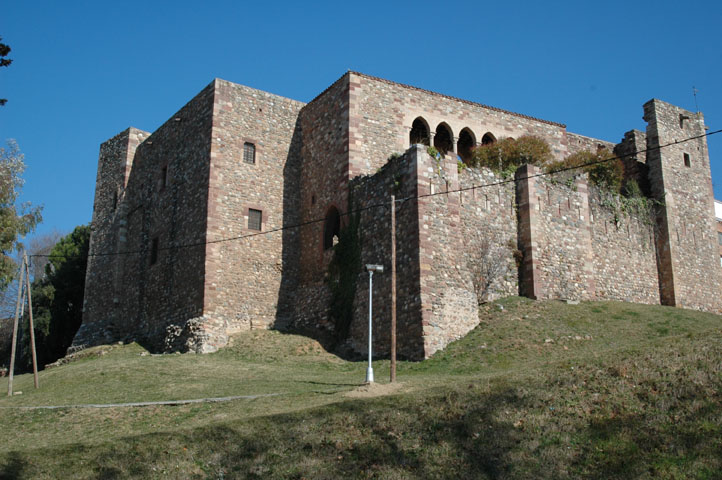
Castell del Vallparadís

Terrassa (hiszp. Tarrasa) – miasto we wschodniej Hiszpanii, w regionie Katalonia, w zespole miejskim Barcelony. Około 200 tys. mieszkańców (2007). Wspólnie z Sabadell jest siedzibą powiatu Vallès Occidental.

## Klimat
| Miesiąc                                                                                                   | Sty  | Lut  | Mar  | Kwi  | Maj  | Cze  | Lip  | Sie  | Wrz  | Paź  | Lis  | Gru  | Roczna |
| --- | ---- | ---- | ---- | ---- | ---- | ---- | ---- | ---- | ---- | ---- | ---- | ---- | ------ |
| Średnie temperatury w dzień [°C]                                                                          | 10.8 | 11.8 | 15.0 | 17.2 | 21.0 | 25.6 | 27.9 | 27.5 | 23.5 | 19.8 | 14.4 | 11.3 | 18,8   |
| Średnie dobowe temperatury [°C]                                                                           | 5.7  | 6.6  | 9.6  | 12.2 | 16.0 | 20.6 | 23.0 | 22.7 | 19.2 | 15.6 | 9.8  | 6.3  | 13,9   |
| Średnie temperatury w nocy [°C]                                                                           | 1.6  | 2.1  | 4.6  | 7.4  | 11.1 | 15.4 | 18.2 | 18.3 | 15.4 | 11.9 | 5.9  | 2.4  | 9,5    |
| Opady [mm]                                                                                                | 36   | 36   | 46   | 62   | 58   | 44   | 37   | 53   | 90   | 94   | 61   | 41   | 658    |
| Średnia liczba dni z opadami                                                                              | 5    | 5    | 5    | 7    | 6    | 5    | 5    | 6    | 9    | 8    | 6    | 4    | 80     |
| Wilgotność [%]                                                                                            | 79   | 75   | 71   | 72   | 70   | 67   | 67   | 70   | 76   | 79   | 79   | 79   | 74     |
| Źródło: climate-data.org (liczba dni z opadami dla wartości 1 mm, wysokość ~286 m n.p.m., 24 km od morza) |      |      |      |      |      |      |      |      |      |      |      |      |        |

## Gospodarka
W mieście rozwinął się przemysł maszynowy, elektrotechniczny, chemiczny, spożywczy oraz włókienniczy.

## Historia
Miejsce obecnej Terrassy w czasach Imperium Rzymskiego zajmowało miasto Egara (Municipium Flavium Egara). Jego pozostałości znaleziono w miejscu, gdzie obecnie stoją kościoły św. Piotra i św. Marii.
W średniowieczu miasto otoczone było murem obronnym, który przebiegał w miejscu obecnych ulic: Gavatxons, del Vall, el Raval de Montserrat, el Portal de Sant Roc. Wewnątrz znajdował się zespół zamkowo-pałacowy, po którym pozostała do dziś wieża obronna.
Bujny rozwój miasta nastąpił w XIX wieku, podczas rewolucji przemysłowej. Terrassa stała się wówczas ważnym ośrodkiem przemysłu włókienniczego. Związana z fabrykami burżuazja pozostawiła w mieście trwały ślad w postaci modernistycznych budynków, takich jak Casa Baumann czy kościół Masía Freixa. Zbudowano wtedy także linię kolejową wraz z działającą do dziś (po przeniesieniu torów pod ziemię) stacją Estació del Nord (RENFE).
Gęsta zabudowa industrialna po kryzysie przemysłu tekstylnego została przebudowana lub wyburzona. Wyraźną pozostałością jest gęsta siatka wąskich ulic w centrum oraz pozostawione w celach ozdobnych ceglane kominy fabryczne, z których najwyższy – Bòbila Almirant – liczy 63 metry i jest opasany kręconymi schodami o 234 stopniach. Wiele pozostałości z tamtego okresu znajduje się w Muzeum Nauki i Techniki Katalonii, umiejscowionym w dawnej fabryce Vapor Aymerich, Amat i Jover.

## Demografia
| rok       | 1497    | 1515    | 1553    | 1717    | 1787    | 1857    | 1877    | 1887    | 1900    |
| --------- | ------- | ------- | ------- | ------- | ------- | ------- | ------- | ------- | ------- |
| populacja | 153     | 159     | 308     | 1,835   | 4,092   | 10,915  | 14,215  | 16,265  | 20,360  |
| rok       | 1910    | 1920    | 1930    | 1940    | 1950    | 1960    | 1970    | 1981    | 1990    |
| populacja | 22,679  | 30,532  | 39,975  | 45,081  | 58,880  | 92,234  | 138,697 | 155,360 | 161,682 |
| rok       | 1992    | 1994    | 1996    | 1998    | 2000    | 2002    | 2004    | 2006    | 2007    |
| populacja | 158,507 | 161,428 | 163,862 | 165,654 | 171,794 | 179,300 | 189,212 | 199,817 | 203,852 |

Źródła: Centre d'Estudis Demográfics (do 1981), Municat (1990-2006) i Ajuntament de Terrassa (2007).

## Kultura

### Sport
Terrassa jest znanym ośrodkiem sportowym. Podczas Igrzysk Olimpijskich 1992 w Barcelonie, Terrassa była miejscem rozgrywek hokeja na trawie i korfballu. Miejscowe drużyny hokejowe są jednymi z najlepszych w kraju. CD Terrassa Hockey zdobyła mistrzostwo Katalonii w 1926 i Hiszpanii w 1933 roku. Club Egara po mistrzostwo kraju sięgnął 14 razy z rzędu (1940–1953), a Atlètic Terrassa HC zdobył mistrzostwo ligi dziewięciokrotnie (1983–1991) i co roku staje na podium Pucharu Europy, w tym dwukrotnie na pierwszym miejscu (1985 i 1998).
W Terrasie urodził się Xavi – piłkarz reprezentacji Hiszpanii i klubu FC Barcelona.

### Castellers
Castellers to wieże budowane z ludzi, tradycyjna zabawa katalońska. Założony w 1979 roku zespół Minyons de Terrassa regularnie bierze udział w świętach i imprezach w mieście i całej Katalonii.

### Jazzterrassa
Jazzterrassa to odbywający się każdej wiosny festiwal muzyki jazz. W roku 2009 miała miejsce 28 edycja.

## Transport
W Terrassie znajdują się trzy stacje kolejowe. Dwie (Terrassa i Terrassa Est) na linii Barcelona-Manresa należącej do RENFE oraz końcowa Terrassa-Rambla na linii łączącej miasto z Barceloną, należącej do Ferrocarrils de la Generalitat de Catalunya. Trwa rozbudowa linii FGC o kolejne dwie stacje.
Miasto obsługuje również 14 linii autobusowych.
Przez Terrassę przebiegają dwie autostrady: C-16 (Barcelona – Terrassa – Manresa – Berga) i C-58 (Barcelona – Sabadell – Terrassa). Trwa budowa drogi szybkiego ruchu B-40, będącej jednocześnie północną obwodnicą Terrassy.

## Miasta bliźniacze
| - Francja – Pamiers, - Szwecja – Örebro, |